# Остерландский диалект
Остерла́ндский диалект (нем. Osterländisch) — диалект немецкого языка, один из тюрингско-верхнесаксонских диалектов, который ещё имеет хождение в Саксонии, близ Лейпцига. В Саксонии-Ангальт диалект принимает форму североверхнесаксонского и распространён преимущественно около Виттенберга, Биттерфельд-Вольфена и Йессена. Собственный вариант остерландского, называемый северо-восточным остерландским диалектом, распространён в Халле и далее по направлению к Бранденбургу, около Херцберга, Бад-Либенверда и Эльстерверда. Близ Шрадена распространён шраденский остерландский диалект.
Возникновение диалекта относят к XI—XIII векам. Основой его послужили нижненемецкие диалекты северо-западной Германии. Название «остерландский» произошло от топонима Остерланд (регион в тюрингско-саксонском регионе).